# Woonhuis de Waal (Utrecht)
Woonhuis de Waal is een gebouw in de Nederlandse stad Utrecht.
Naast het bouwen/ontwerpen van een woonwijk in Rijnsweerd kreeg architect Ton Alberts rond 1978 van projectontwikkelaar De Waal opdracht diens woonhuis te ontwerpen. Het huis, dat volgens de principes van organische architectuur tot stand kwam, is gebouwd aan de hand van een wisselwerking tussen opdrachtgever, ontwerpers en uitvoerders. Het bestaat uit een casco van gewapend beton, de buitengevels en het interieur werden met baksteen bekleed.
Wegens lekkageproblemen liet de dochter van De Waal in 2001 titanium platen aanbrengen aan delen van de buitenzijde van de woning. De uitstraling van het bouwwerk is hierdoor aanzienlijk veranderd.
Net als veel andere opvallende panden kreeg het woonhuis een bijnaam, te weten 'Apenrots'. Een andere bijnaam, 'Zandkasteel', is na het aanbrengen van de titanium platen minder in zwang.